# Дамян Гюлов
Дамян Гюлов, светско име Петър Гюлов, е доктор по богословие и философия, основател и дългогодишен ръководител на Комитета „Добър печат“, основател и редактор на католическия вестник „Истина“.

## Биография
Петър Гюлов е роден на 4 април 1886 г. в село Балтаджии (днес кв. Секирово на град Раковски). Баща му – Иван Гюлов – е бил 12 години кмет на селото след Освобождението. Началното си образование завършва в родното си село. През 1898 г. е изпратен заедно с брат си Йосиф да учи в семинарията в Сан-Стефано, където приема монашеско име Дамян.
След завършване на семинарията той и брат му (монашеско име Козма) са изпратен в Института на капуцините в Буджа, до Смирна (днес в пределите на град Измир в Турция). Там те изучават две години философия и две години богословие – херменевтика, библейски познания и църковна, както и всесветска история. През 1908 г. Институтът е прехвърлен във Венеция и випускът на Дамян заминава да завърши своето обучение там. Във Венеция отец Дамян, заедно с други от състудентите си, е ръкоположен за свещеник от кардинала на Венеция Аристид Кавалари. След 12 години двамата братя – Козма и Дамян – се връщат в България.
През месец ноември 1911 г., докато учителства в Санстефанската семинария, отец Дамян Гюлов получава нареждане от висшето ръководство на Ордена на капуцините да замине за Рим, за да следва в Грегорианския университет. В Рим отец Дамян се среща с Пенчо Славейков. Също така отец Дамян контактува и с хората в българската легация – Димитър Ризов и др.
През лятото на 1914 г. Дамян Гюлов се дипломира с титла доктор по богословие и философия и с право да преподава богословие и философия във всички католически университети, семинарии и други институти. Папа Пий Х го приема на аудиенция и го наставлява да разгърне издаването на католическа книжнина в родината си и да започне издаването на католически вестник.
След пристигането си в България отец Дамян Гюлов започва да преподава в Пловдивската семинария. През есента на 1915 г. отец Дамян Гюлов е военно мобилизиран. Получава назначение за полкови свещеник в 43-ти пехотен полк. Но той изпълнява свещеническите си задължения също и спрямо католиците в 21-ви Средногорски полк, към артилерията, конницата, полковите и дивизионни походни.
От 1917 до 1919 г. е енорийски свещеник в енорията „Света Анна“ в село Лъжене и помощник-енорийски свещеник в родното си село.
През юли 1919 г. отец Дамян Гюлов е изпратен в София, където ръководи културния отдел при църквата „Св. Йосиф“ и работи за подобряване на Католическия календар „Св. св. Кирил и Методий“. Две години по-късно, той е един от инициаторите за създаването на Комитета „Добър печат“. По негова инициатива се свиква учредителен конгрес на Комитета през август 1921 г. Основателите на Комитета си поставят цели да създадат книжовност, която да противопостави християнските идеи на нахлуващите и установяващите се в сферата на културата и политиката идеи на комунизма, фашизма, атеизма.
Отец Дамян Гюлов се отнася положително към управлението на БЗНС и влиза в конфликт с режима на Александър Цанков чрез публикуване на остра статия в Календара „Св. св. Кирил и Методий“. Известно време е следен от тайната полиция на тогавашната власт.
Гюлов полага големи усилия за организиране и издаване на католически вестник. Той минава през много препятствия за да осигури абонати от цялата страна. Неговата обиколка по енориите в страната, свързана с популяризирането на вестника, е тълкувана като политическа акция. Първият брой на вестника, наречен „Истина“, излиза на 8 май 1924 г. Целта на вестника е да защитава правата на католиците и на Католическата църква, да работи за съединението на църквите и епархиите, да отговаря на нападките срещу Католическата църква и да дава сведения за всичко, което се случва в чужбина, а особено в католическия свят. Пред 20-те и 30-те години д-р Гюлов изнася доклади на няколко конгреса посветени на съединението на църквите и по печата. Относно православното кръщаване на престолонаследника – Симеон Втори, със своя статия предизвиква гнева на цар Борис III и по негово настояване отец Дамян е интерниран в провинцията.
Енорийски свещеник в енорията „Пресвето сърце Исусово“ в с. Генерал Николаево от 1937 до 1941 г. Той проучва стопанското положение на селото. Разбира, че ако стопанството се води постарому, населението тук ще обеднее напълно. Затова се заема да организира хората така, че да гледат повече градини, отколкото зърнени храни. Закупува мотор за вадене на подпочвена вода и заедно с Димо Сяров Димов (деловодител на местната кооперация) построяват сушилня за пипер, инсталират и мелница за червен пипер. Така отец Дамян успява да убеди стопаните в селото, че трябва да отглеждат по-доходоносни култури. Купуват се повече мотори и помпи за изваждане на подпочвени води за поливане, развива се градинарството и така се повишават доходите на селяните. Той не престава да се занимава и с вестника. Изпраща статии от стопански характер.
През 1941 г. отец Дамян е върнат отново в София. Той пак се отдава на делото на печата и на списването на в. „Истина“. В същото време е назначен и като преподавател в Италианската гимназия по религия и вероучение. Към месец ноември 1943 г. започват бомбардировки над София. На 10 януари 1944 г. отец Дамян се скрива в подземието на католическото училище, но сградата е уцелена от бомба. Отец Дамян е засипан в мазето на сградата, ранен е, но оцелява.
През април 1944 г. се установява в село Житница, където енорийски свещеник е брат му – отец Козма Гюлов. В Житница отец Дамян отново подхваща работата по издаването на в. „Истина“. Там създава нов редакционен комитет, в който влиза и отец Йосиф Стойков. През октомври 1944 г. редакцията на вестника е преместена в Пловдив. През 1946 г. Гюлов се среща с Никола Петков.
През октомври 1947 г. отец Дамян Гюлов е назначен да работи в София, в църквата „Св. Йосиф“ – да се занимава с домакинската част. В началото на 1949 г. е приет Законът за вероизповеданията който ограничава дейността на църквата до провеждане на църковни служби. Това усилва негативното отношение на отец Дамян Гюлов спрямо действията на новата власт.
Държавна сигурност (ДС) предприема следене на католическите свещеници и монаси. Следи се тяхното движение, техните изказвания, следи се кореспонденцията им. През 1950 г. отец Дамян Гюлов е арестуван. Повод за задържането са „улики за шпионаж и разпространение на зловредни слухове против народната власт и правителството на Отечествения фронт“. Цял месец след арестуването си отец Дамян е бил подложен на този режим на натиск, побой, карцер и грубости от страна на следователите. Разпитите му продължават през следващите година и половина – чак до 14 януари 1952 г., когато е насрочено съдебното дело срещу него. Присъдата е за 12 години затвор. Пуснат е на свобода след 8 години. Но даже и тогава ДС не престава да го следи.
Отец Дамян умира на 7 февруари 1962 г., пограбан е в селското гробище в родното си село.
- Молитва и служба на отец Дамян Гюлов по време на Първата световна война
- Отец Гюлов с ученици от 4 отделение от училището в Генерал-Николаево, 1939 г.